# Kunnajärvi
Kunnajärvi är en sjö i Kiruna kommun i Lappland och ingår i Torneälvens huvudavrinningsområde. Sjön har en area på 0,0751 kvadratkilometer och ligger 330 meter över havet.

## Delavrinningsområde
Kunnajärvi ingår i det delavrinningsområde (761266-176393) som SMHI kallar för Ovan VDRID = Ainattijoki i Muonioälvens vattendra*. Medelhöjden är 340 meter över havet och ytan är 12,99 kvadratkilometer. Räknas de 119 avrinningsområdena uppströms in blir den ackumulerade arean 2 484,3 kvadratkilometer. Muonioälven (Njärrejåkkå) som avvattnar avrinningsområdet har biflödesordning 2, vilket innebär att vattnet flödar genom totalt 2 vattendrag innan det når havet efter 433 kilometer. Avrinningsområdet består mestadels av skog (78 procent). Avrinningsområdet har 1,44 kvadratkilometer vattenytor vilket ger det en sjöprocent på 11,1 procent.